# Șerbăuți (gmina)
Șerbăuți – gmina w Rumunii, w okręgu Suczawa. Obejmuje miejscowości Călinești i Șerbăuți. W 2011 roku liczyła 2847 mieszkańców.